# Las Últimas Noticias
Las Últimas Noticias, comúnmente abreviado como LUN, es un periódico chileno de circulación nacional, propiedad de El Mercurio S.A.P.. El contenido de Las Últimas Noticias se centra principalmente en la crónica del entretenimiento y la actualidad televisiva, haciendo un tipo de periodismo conocido ampliamente como prensa rosa o prensa de farándula. Esta última acepción con carácter despectivo, identificando al ambiente y colectivo de personas conocidos como famosos o celebridades, cuya vida privada es objeto de atención. Utiliza un lenguaje coloquial, impregnado de chilenismos, confiriéndole así una gran cercanía con la clase media, segmento donde orienta su mercado.

## Historia

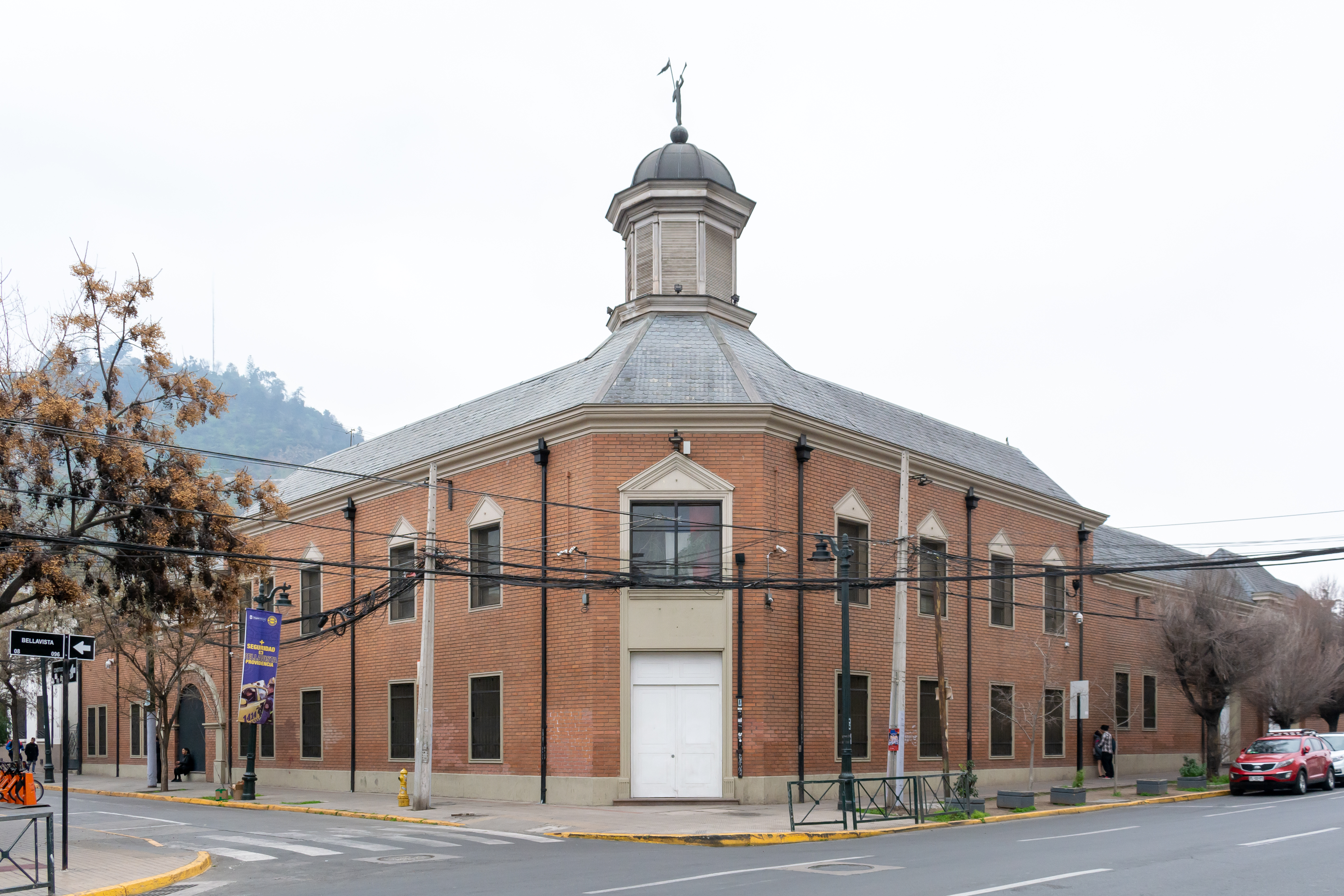
Edificio de Las Últimas Noticias, albergó las oficinas del diario hasta 2024.

El periódico fue fundado el 15 de noviembre de 1902 por el dueño de El Mercurio, Agustín Edwards Mac-Clure, luego de haber realizado un viaje a Estados Unidos para conocer los avances de la prensa. A partir de ese viaje, Edwards implantaría una serie de reformas en su empresa, partiendo por la transformación de El Mercurio en matutino, y la creación Las Últimas Noticias de El Mercurio de publicación vespertina. El primer director de Las Últimas Noticias fue el escritor Joaquín Díaz Garcés.
En 1928, bajo la dirección de Byron Gigoux James, Las Últimas Noticias pasó del formato broadsheet al formato tabloide. En 1931, la sobreabundancia de informaciones generadas durante la caída del gobierno de Carlos Ibáñez del Campo, hizo necesaria la aparición de una "segunda edición de Las Últimas Noticias", la cual derivaría en el actual diario vespertino La Segunda.
Con el tiempo, Las Últimas Noticias se transforma en un matutino, dirigido a la clase media y con un fuerte énfasis en los temas policiales. Este modelo le reporta un fuerte éxito hasta la década de 1980, época en que publicaba, por ejemplo, las historietas Ñoñobañez, Calvin y Hobbes y Condorito (además de repetir tiras de Garfield y Rabanitos (Peanuts), entre otros publicados entonces por El Mercurio). Sin embargo, con el retorno a la democracia, la estructura social empezó a cambiar, con los sectores populares cobrando más relevancia (hecho reflejado en el alza de circulación del diario La Cuarta entre 1990 y 1995 —para ese entonces, ya era el periódico más leído del país—), por lo que el diario ya no reporta el mismo interés de antes en la población. Hacia el año 2000 tras un largo periodo de decadencia, este se transforma en un diario de farándula (desechando la mayoría de sus suplementos), aproximándose y adaptándose a los estilos del británico Daily Mirror y del estadounidense New York Post, logrando una estrecha competencia con el tabloide de Copesa, consiguiendo así transformarse por algún tiempo en el de mayor venta en Chile (hoy es el tercero de mayor circulación). 
En 1994, Las Últimas Noticias se convirtió en el primer diario chileno producido en forma completamente digital. El 19 de julio de aquel año, a las 18:42 horas, se envió desde sus oficinas en calle Bellavista 0112, la primera página de prueba realizada en paginación electrónica a la prensa de El Mercurio, vía fibra óptica. Aludiendo a este mismo tema, también cuenta con una edición por Internet, en la cual se puede acceder a una réplica de la versión impresa de manera gratuita[cita requerida].
El 7 de octubre de 2024, Las Últimas Noticias abandona sus oficinas del barrio Bellavista y regresa a instalarse en las instalaciones de El Mercurio S.A.P., en la avenida Santa María 5542, comuna de Vitacura, donde se encuentra también la planta impresora.

## Estructura actual de la edición diaria
- El Día (noticias de actualidad, donde también se publican columnas de opinión de Rafael Gumucio)
- Política
- Sociedad
- Economía
- Empresas (páginas de vida empresarial)
- Pymes
- Solo Auto
- Dónde vivir (notas sobre vivienda)
- Deportes (noticias de fútbol, tenis y otros deportes)
- Empleo y Educación
- Pulpería (datos de productos o servicios)
- Avisos Económicos
- Cartas
- Tiempo Libre (espectáculos y la columna de televisión de Larry Moe)
- Cultura (sección que presenta novedades culturales, además de las opiniones de columnistas cómo Antonio Gil, María José Ferrada, Leonardo Sanhueza, Neil Davidson, entre otros, además de la crítica literaria de Patricia Espinosa). El día domingo 22 de octubre de 2023 fue la última publicación de la página cultural.[4]
- Bajativo (horóscopo, puzzle y la tira de Condorito)

## Revistas y suplementos

### En circulación
- Mercado Mayorista: suplemento de los lunes con informaciones, datos y precios para almaceneros, Pymes y gente relacionado con el comercio.
- Puzzles & Sudoku: cuartilla publicada los sábados, con un puzzle gigante a doble página, sudokus y alterna otro crucigrama con una ilustración donde hay que identificar conceptos que se desarrollan en el puzzle central.
- Condorito: cuartilla editada los domingos, donde en tres páginas se editan chistes de Condorito a color y la cuarta página con un puzzle de actualidad.
- Solo Auto: Suplemento mensual con las novedades del mercado automotriz.
- TecnoLun: Suplemento mensual que presenta lo último en productos tecnológicos, enfocándose en telefonía móvil, smart TV, electrodomésticos inteligentes y notebooks.

### Anteriores
- Todo Deporte (1984-1999): suplemento deportivo de los lunes, inicialmente llamado Todo el Deporte. Para el período antes y durante del Campeonato Mundial de Francia 1998, circulaba diariamente.
- Pequeña Biblioteca: primer suplemento educativo del diario, en circulación desde los años 60, circulaba los martes.
- Revista de la Microempresa: suplemento orientado a las Pymes, circulaba los martes.
- Yo, Mujer: revista femenina que circuló en la edición de los martes, a inicios de los años 80. También contaba con una página en el diario, con notas de interés para la mujer.
- Apuntes: Durante 1999, el diario recuperó la marca de la revista que editaba El Mercurio como suplemento y la Editorial Lord Cochrane como revista.
- Candilejas: suplemento de espectáculos, cine, televisión y radio, creado por el periodista ecuatoriano Guillermo Zurita Borja "William Zeta", circulaba inicialmente los miércoles, para posteriormente aparecer con la edición de los viernes.
- Extra Deporte (1984-1999): suplemento deportivo de los jueves, además de circulación en días especiales de contingencia deportiva.
- Revista del Transporte: suplemento mensual con noticias del mercado del transporte. Circulaba el último jueves de cada mes. Posteriormente se editó el suplemento En Movimiento.
- Primera Fila (1989-2010): suplemento sucesor de Candilejas, en circulación los días viernes. En algunos períodos se incluía la guía de televisión.
- Televideo (1990-1999): revista semanal con la cartelera de televisión, guía de videos y otros temas relacionados. Tuvo distintos formatos: tipo libro, póster desplegable y medio tabloide.
- Solo Auto (1997-2008): revista mensual en circulación junto a La Segunda y a los Diarios Regionales de El Mercurio, dedicado al mercado automotriz. Actualmente, el diario publica una página diaria con datos del mundo automotor.
- Revista de los Sábados: suplemento sabatino de reportajes culturales y de sociedad.
- Desafío al Ingenio Suplemento de pasatiempos.
- Puzzles Gigantes
- Revista de la Casa: suplemento de vivienda, decoración y datos para el hogar, circulaba los sábados en la década de los 80
- Hogar y Decoración: suplemento de vivienda, decoración y datos para el hogar, circulaba los sábados en la década de los 90
- Super Puzzle
- Alternativas Académicas: suplemento preparado por el Departamento de Ediciones Especiales de El Mercurio, orientado a los futuros estudiantes de educación superior.
- Clip (1986-1989)
- Remolino (1994-1999) Suplemento de apoyo al estudiante, publicado los martes.
- La Semana (1988-1994) Suplemento Dominical predecesor de Reportajes, también denominado segundo cuerpo de Las Últimas Noticias".
- Revista Temas de Mujer (1994-1996): Revista femenina, de circulación en la edición de los domingos, en los últimos números se editaba los sábados.
- Reportajes: el suplemento dominical de entrevistas, reportajes y notas culturales de LUN ha tenido distintos nombres: Bloque Dominical, Segundo Cuerpo, Cuerpo 2 hasta llegar al nombre de Reportajes, en marzo de 1994.
- Revista M (2009-2017, anteriormente "Revista Mía"): Suplemento femenino.
- Historietas Cómicas
- Pymes
- La Gaviota (1983-1996): suplemento diario editado en los días de realización del Festival Internacional de la Canción de Viña del Mar.

## Directores
- 1915-1917: Miguel Ángel Gargari
- 1917-1921: Augusto Millán Iriarte
- ?-?: Manuel J. Ortiz
- ?-?: César Silva Cortés
- ?-1923: Fernando Lastarria Cavero
- 1923-1927: Víctor Silva Yoacham
- 1928-1958: Byron Gigoux James
- 1958-1973: Nicolás Velasco del Campo
- 1973-1982: Fernando Díaz Palma
- 1982-1986: Héctor Olave Vallejos
- 1986-1987: Fernando Díaz Palma
- 1987-1988: Joaquín Villarino Goldsmith
- 1988-1997: Fernando Díaz Palma
- 1997-2000: Andrés Benítez Pereira
- 2000-2001: Carlos Schaerer Jiménez
- 2001-actualidad: Agustín Edwards del Río[5]